# Lesieniewicz
Lesieniewicz (Lesenewicz, Lisenewicz, Lisanewicz, Lesanewicz) – polski herb szlachecki, nadany ukraińskiej rodzinie. Odmiana herbu Leliwa.

## Opis herbu
Opisy z wykorzystaniem zasad blazonowania, zaproponowanych przez Alfreda Znamierowskiego:
W polu niewiadomym (być może czerwonym) strzała grotem w dół w krzyż skośny z szablą, nad tym półksiężyc nad którym gwiazda ośmiopromienna (być może złota).
Klejnot: nieznany.
Labry nieznanej barwy (być może czerwone, podbite srebrem).

## Geneza
Herb pochodzi z nobilitacji z 1739 roku. Rodzina Lesieniewicza pochodzi od Konstantyna Oleksijowicza Lesieniewicza, głównego sędziego Regimentu Perejasławskiego w latach 1739−1757.

## Herbowni
Lesieniewicz.